# Grip (île)
Pour les articles homonymes, voir Grip.
Grip est un archipel inhabité de la commune de Kristiansund, du comté de Møre et Romsdal, dans la mer de Norvège.

## Description

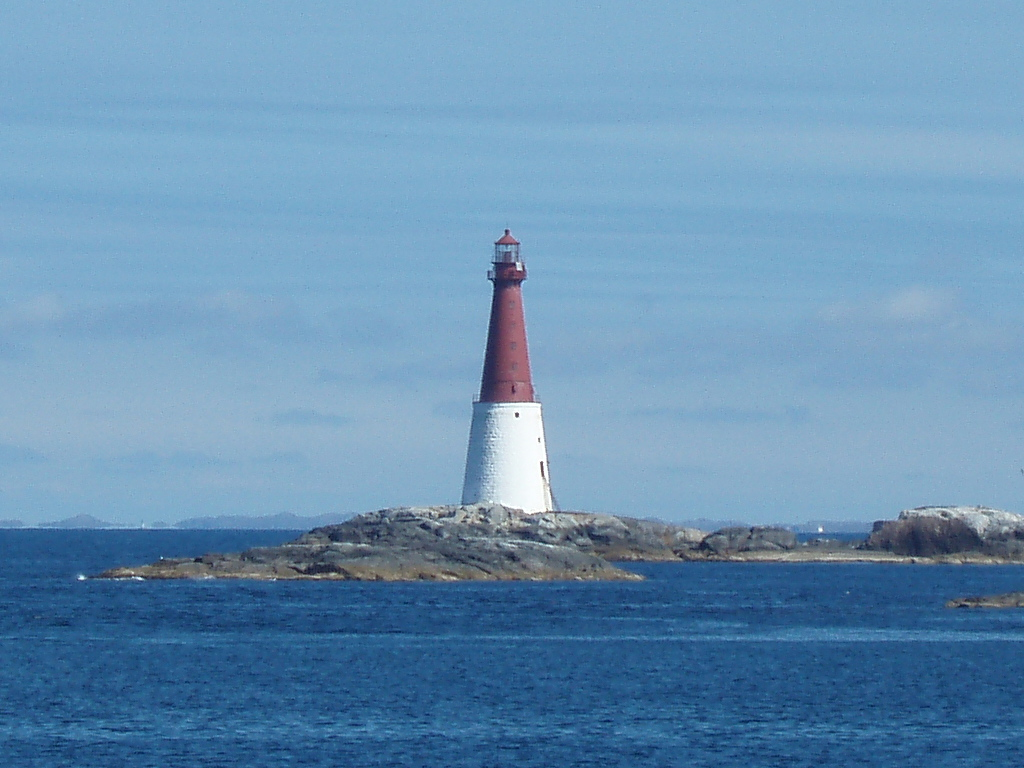
Phare de Grip

L'archipel était un village de pêcheurs situé à environ 14 km au nord-ouest de la ville de Kristiansund dans la mer de Norvège. De 1897 à 1964, les îles faisaient partie de la municipalité de Grip, mais les îles ont été fusionnées avec la municipalité de Kristiansund en 1964.
Le phare de Grip, l'un des plus hauts phares de Norvège, est situé sur l'une des îles de l'archipel de Grip. Le phare est classé patrimoine culturel par le Riksantikvaren depuis 2000.
L'église historique Grip Stave (Grip Stave Church (en)) est située sur l'île de Gripholmen.

## L'archipel

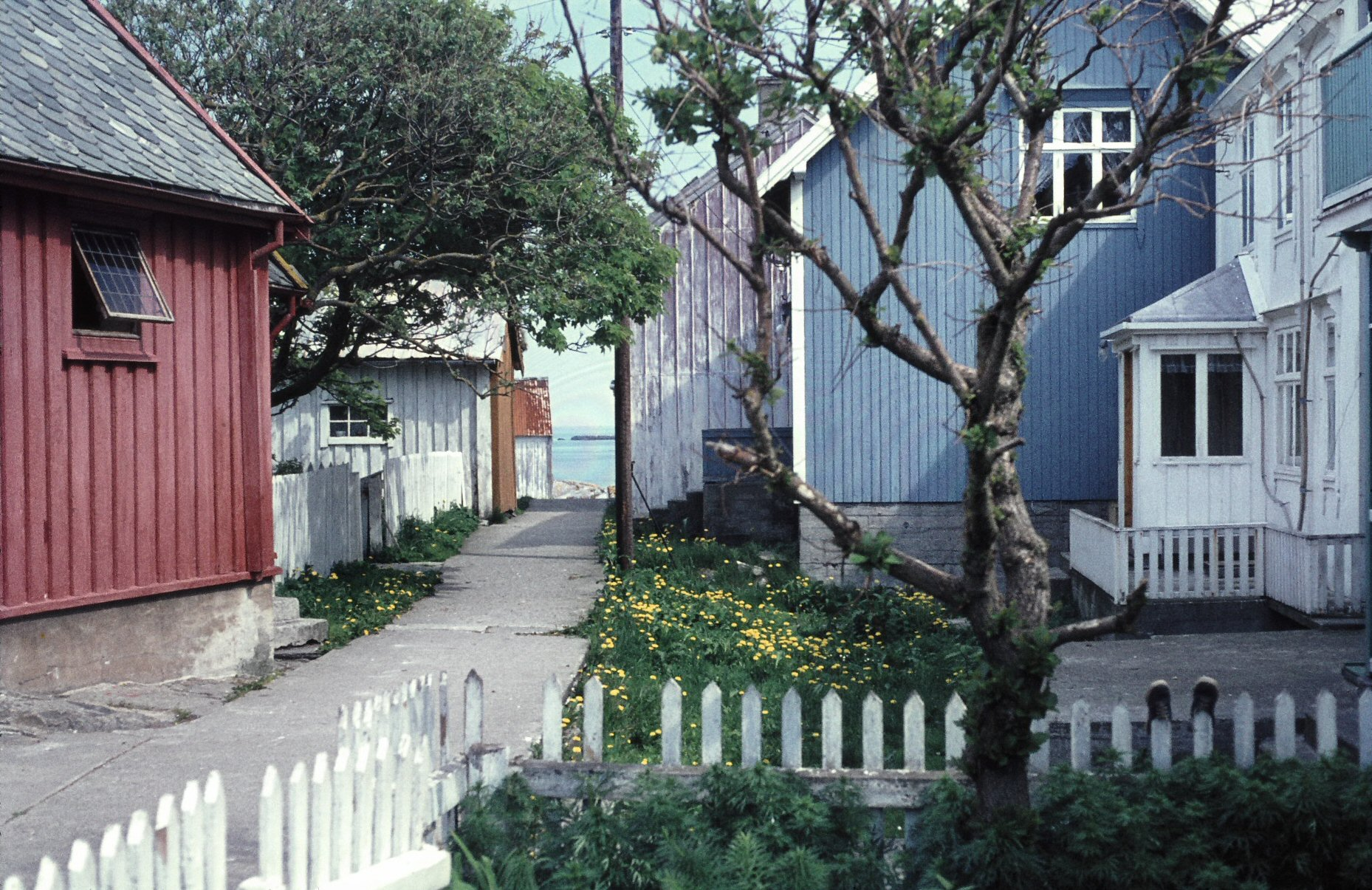
Le village de pêcheurs en 1964

L'archipel de Grip se compose de 82 îlots et récifs. Le village de pêcheurs de Grip (pas de résidents permanents) est situé sur Gripholmen, qui est le plus grand et le seul îlot habitable. Au sud du village de pêcheurs se trouve le port principal, protégé par deux brise-lames. Le port le plus ancien et le plus au nord est plus petit et moins protégé. D'autres brise-lames protègent le village de pêcheurs des grosses vagues de l'océan. Le point culminant est à seulement 10 mètres au-dessus du niveau moyen de la mer.
Le groupe de récifs d'Ingripan se trouve à environ 3 kilomètres plus près de Kristiansund, où un petit abri anti-tempête (Storm cellar (en)) offrait une protection aux pêcheurs naufragés. L'abri anti-tempête a été récemment restauré.
Étant donné que tout le gazon et la végétation de Gripholmen avait été enlevés pour fournir des surfaces propres pour le séchage de la morue, il y avait peu de place pour l'agriculture. Seuls quelques petits jardins subsistaient. Les habitants pouvaient faire paître une ou deux vaches sur l'îlot voisin de Grønningen, ainsi que quelques poules et cochons. Après avoir été dépeuplé en 1974, Grip se revégétalise lentement.

## Le village de pêcheurs

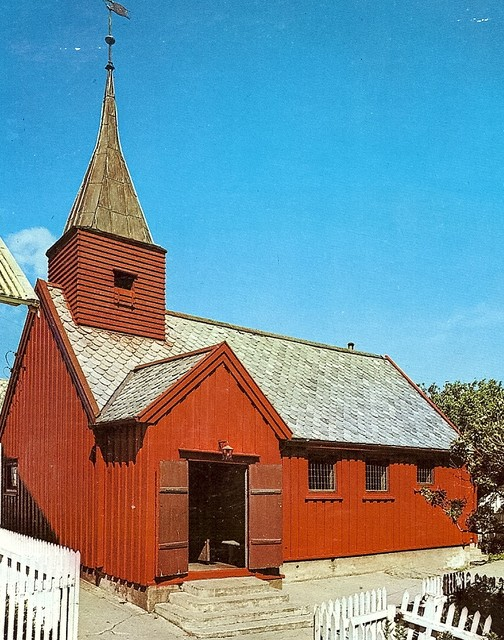
Église de Grip

Les premières indications de peuplement à Grip remontent au IXe siècle, où les pêcheurs se sont installés à proximité des lieux de pêche. Grip pourrait à cause de cela, être la plus ancienne colonie du district de Nordmøre. Les exportations de poisson des villages de pêcheurs norvégiens sont devenues importantes pendant le monopole de la Ligue hanséatique. On pense que Grip Stave Church a été construite vers 1470. Le village appartenait à l'archevêque de Norvège jusqu'à la Réforme protestante en 1537, lorsque le roi Christian III s'empara de toutes les propriétés de l'église en Norvège.
Le marchand Hans Horneman de Trondheim a acheté l'îlot au roi Frédéric IV en 1728 et les pêcheurs et leurs familles sont devenus, en fait, des vassaux. Les pêcheurs devaient vendre la prise aux marchands à un prix fixé par eux plus tard. Cet arrangement dura jusqu'à son interdiction en 1893. Les marchands, devenus propriétaires, achetèrent également la plupart des propriétés privées.
Des ondes de tempête ont détruit la majeure partie du village de pêcheurs en 1796 et à nouveau en 1804, ne laissant que l'église et quelques autres maisons. Les premiers brise-lames ont été construits en 1882 et un port capable de débarquer de petits navires ne fut prêt qu'en 1950.
La population a fluctué pendant des siècles, suivant la rentabilité de la pêche, entre 100 et 400 personnes. Village aujourd'hui désert, c'était autrefois un lieu animé, quand 2 000 pêcheurs pouvaient y séjourner au plus fort de la saison de pêche, quand les pêcheurs ramaient et naviguaient de partout jusqu'à Grip, pour pêcher la morue. La centralisation a conduit à une diminution de la population après la Seconde Guerre mondiale, et Grip est devenue déserte en 1974.
Après avoir été abandonnées, les vieilles maisons sont devenues des résidences d'été populaires et, en été, Grip compte 150 à 250 habitants dans 44 unités d'habitation, principalement la population antérieure et leurs descendants à Kristiansund. Le port est toujours un quai populaire pour les petits bateaux de pêche, et le village est une destination touristique populaire à Kristiansund.
À partir de 1895, le transport public entre Grip et Kristiansund a été établi par bateau à vapeur et dans la période de 1914 à 1972 par bateau à moteur. Aujourd'hui, un ferry pour passagers relie Grip à Kristiansund pendant la saison estivale avec une ou deux traversées de 30 minutes depuis le centre-ville chaque jour.
Lorsque le générateur diesel a été lancé en 1950, la population était alimentée en énergie électrique. Les résidents d'été obtiennent désormais leur électricité de 7h00 du matin à 23h00 du soir grâce à deux générateurs installés dans la centrale électrique locale. La centrale électrique a été privatisée en 1992. L'archipel est couvert par la téléphonie mobile depuis une tour de transmission à Kristiansund. Il n'y a pas de source naturelle d'eau douce, alors les habitants récupèrent l'eau de pluie, chassent les toilettes avec de l'eau de mer et se rendent en ville pour faire leur lessive.
Des caméras infrarouges avec une vue complète du village sont surveillées depuis la caserne des pompiers de Kristiansund comme protection contre les incendies. En 2011, le plus petit camion de pompiers du monde a été livré et les résidents d'été ont été formés à l'utilisation de l'équipement.
L'ancienne école a été transformée en auberge et en bureau de poste, et l'un des hangars à bateaux du port et le pavillon du mouvement de la tempérance servent de maisons communautaires.

## Personnalité
- Oluf Raanes (1863-1932), explorateur, y a été gardien du phare pendant 22 ans.

## Galerie

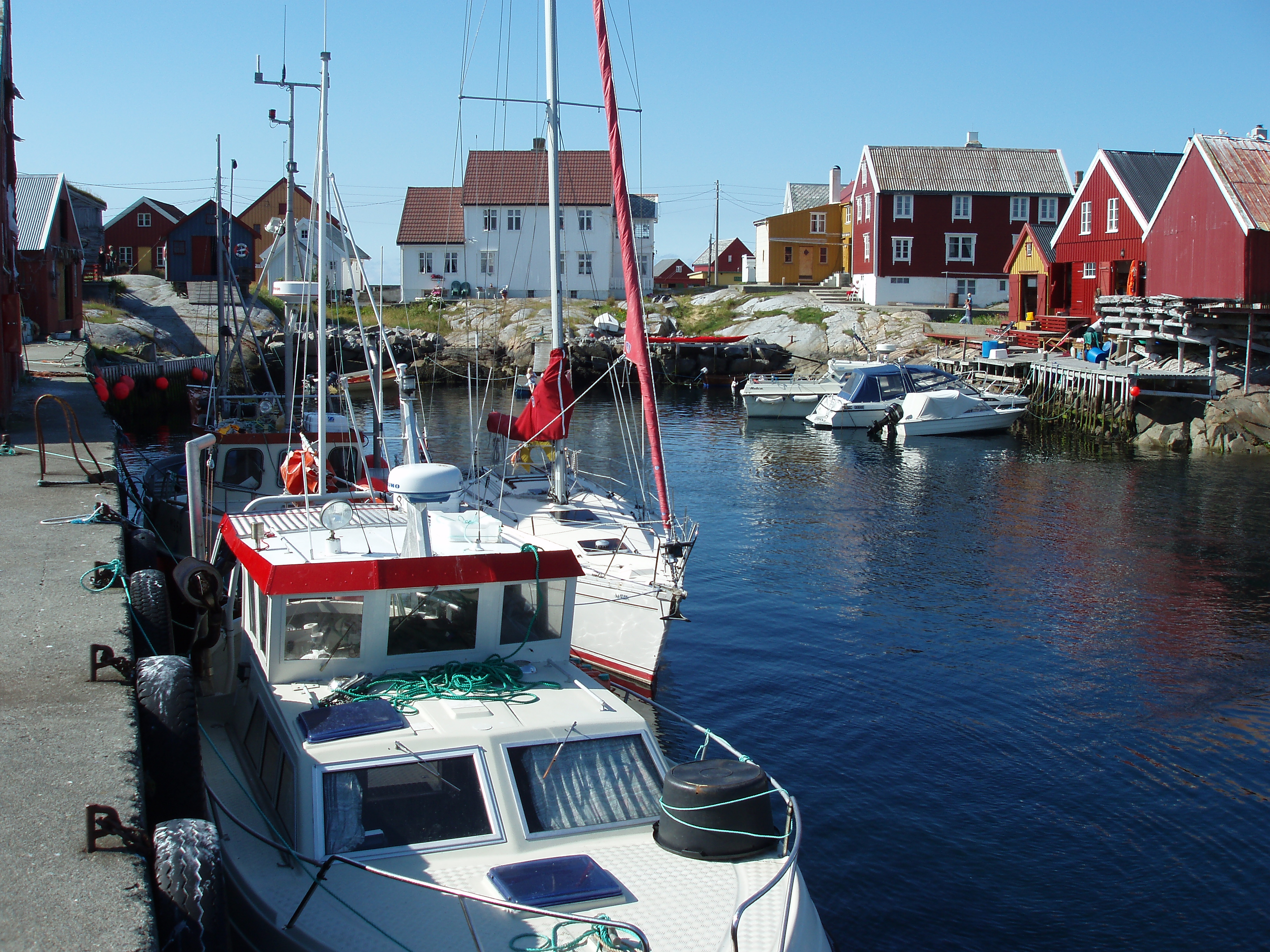
Le petit port
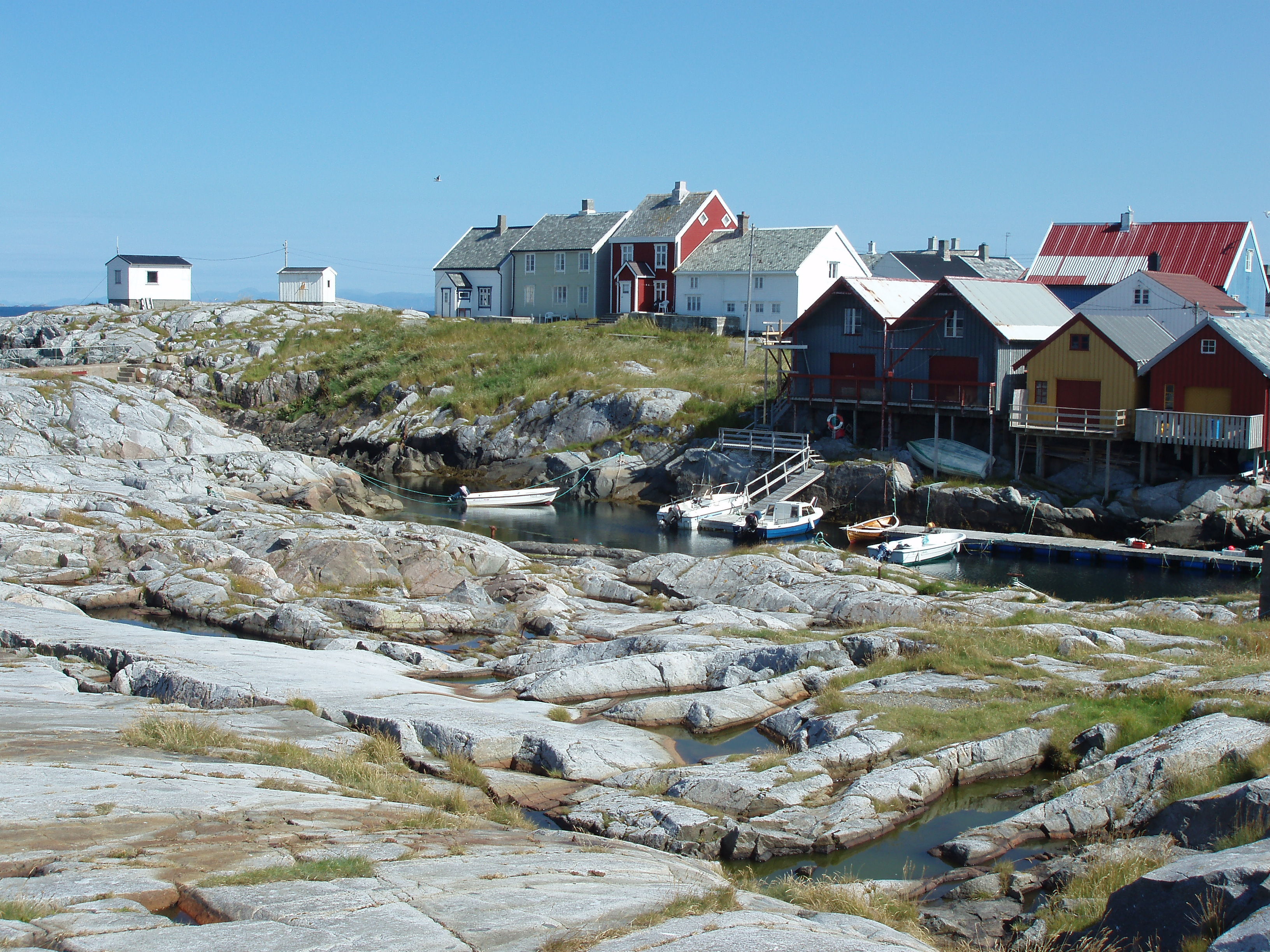
Maisons
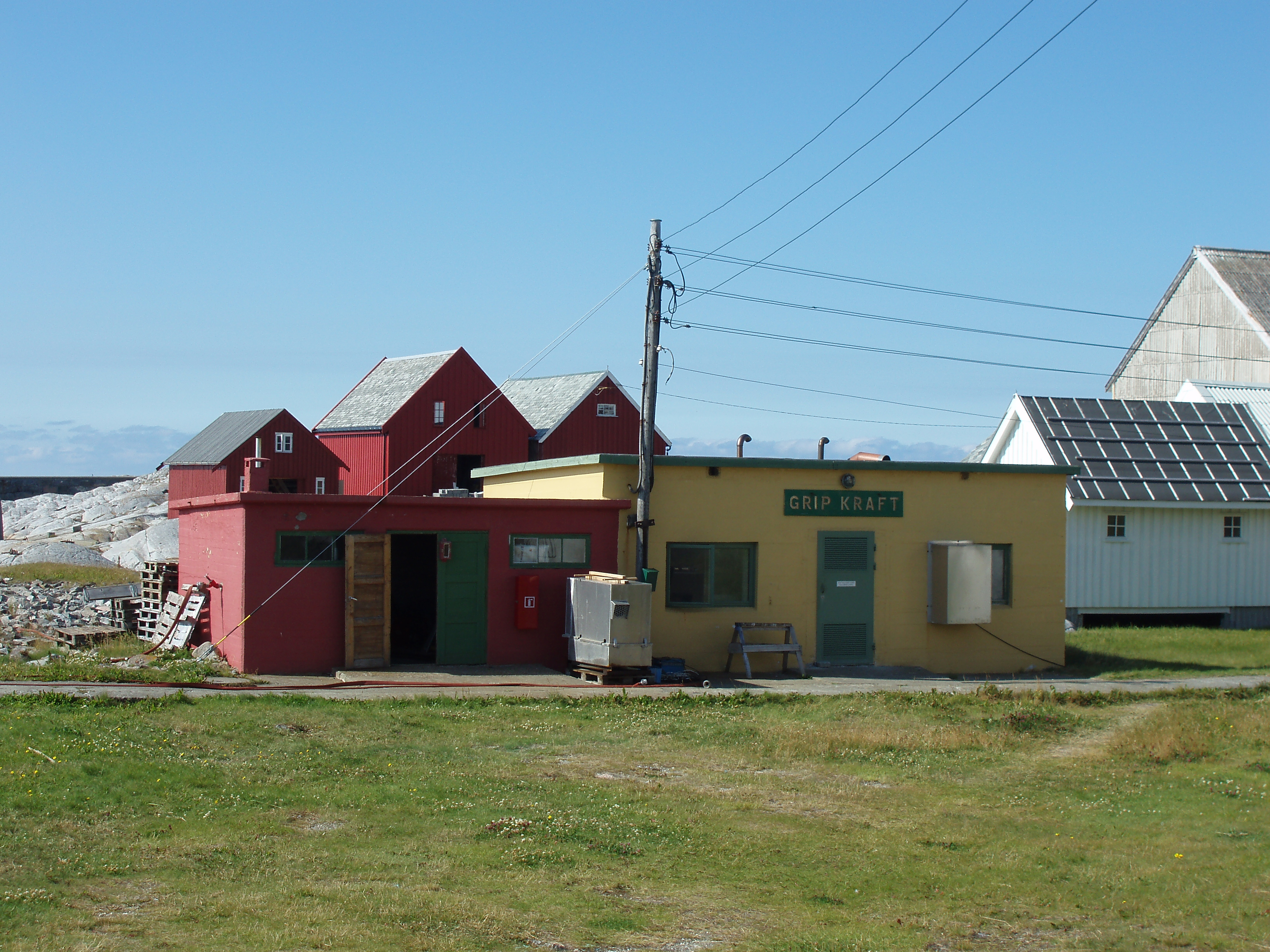
Station électrique
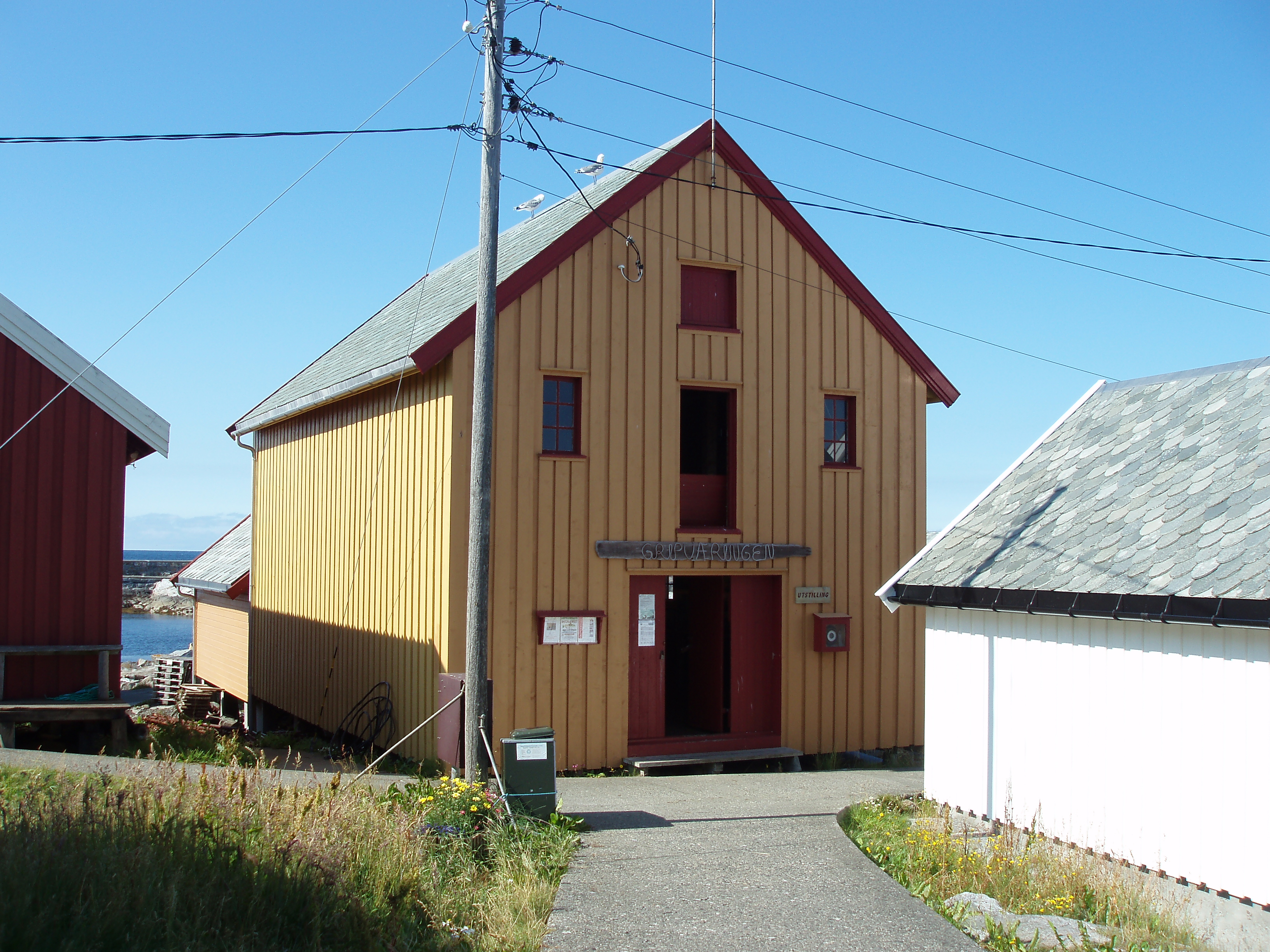
Maison communautaire
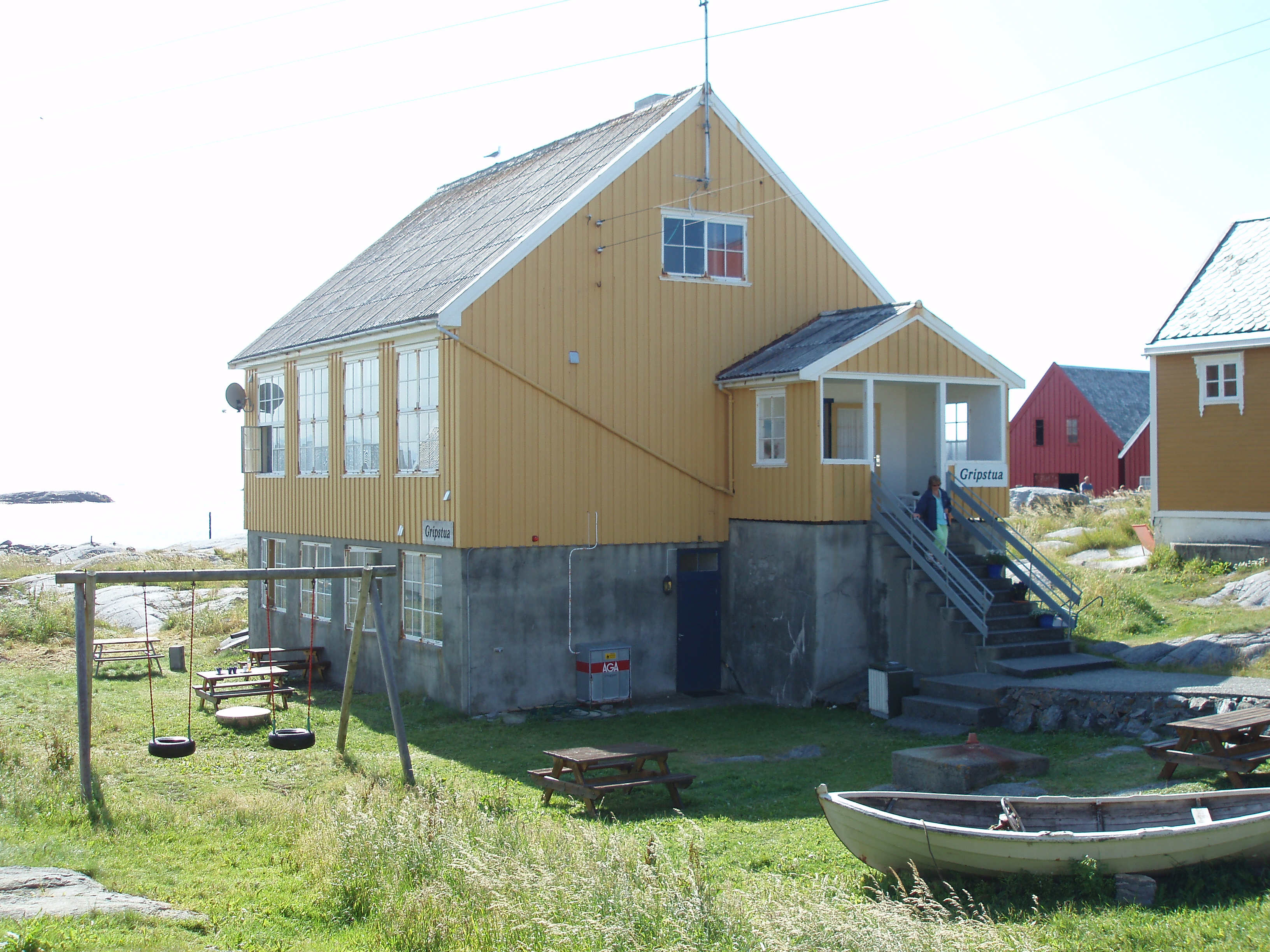
L'ancienne école